# 추하 내사랑
"추하 내사랑"(第二道彩虹, Rainbow In My Heart, 제이도채홍, 기획전 청춘을 돌려다오: 추하 내사랑)은 한국에서 제작된 송존수 감독의 1977년 멜로/로맨스, 드라마 영화이다. 진추하 등이 주연으로 출연하였고 박인재 등이 제작에 참여하였다. 본 영화 이전에 1976년 영화 《사랑의 스잔나》의 후속작인 셈이다.

## 출연

### 주연
- 진추하
- 종진도
- 남궁원
- 호인몽

## 기타
- 조명: 김태성